# Czerwone (obwód zakarpacki)
Czerwone (ukr. Червоне, węg. Csarondahát) – wieś na Ukrainie, w rejonie użhrodzkim obwodu zakarpackiego.